# Epania picipes
Epania picipes là một loài bọ cánh cứng trong họ Cerambycidae.